# Galletti
I Galletti sono un'antica famiglia nobile di origine pisana che ha partecipato attivamente alla vita politica, economica e culturale della Toscana e della Sicilia.

## Origini

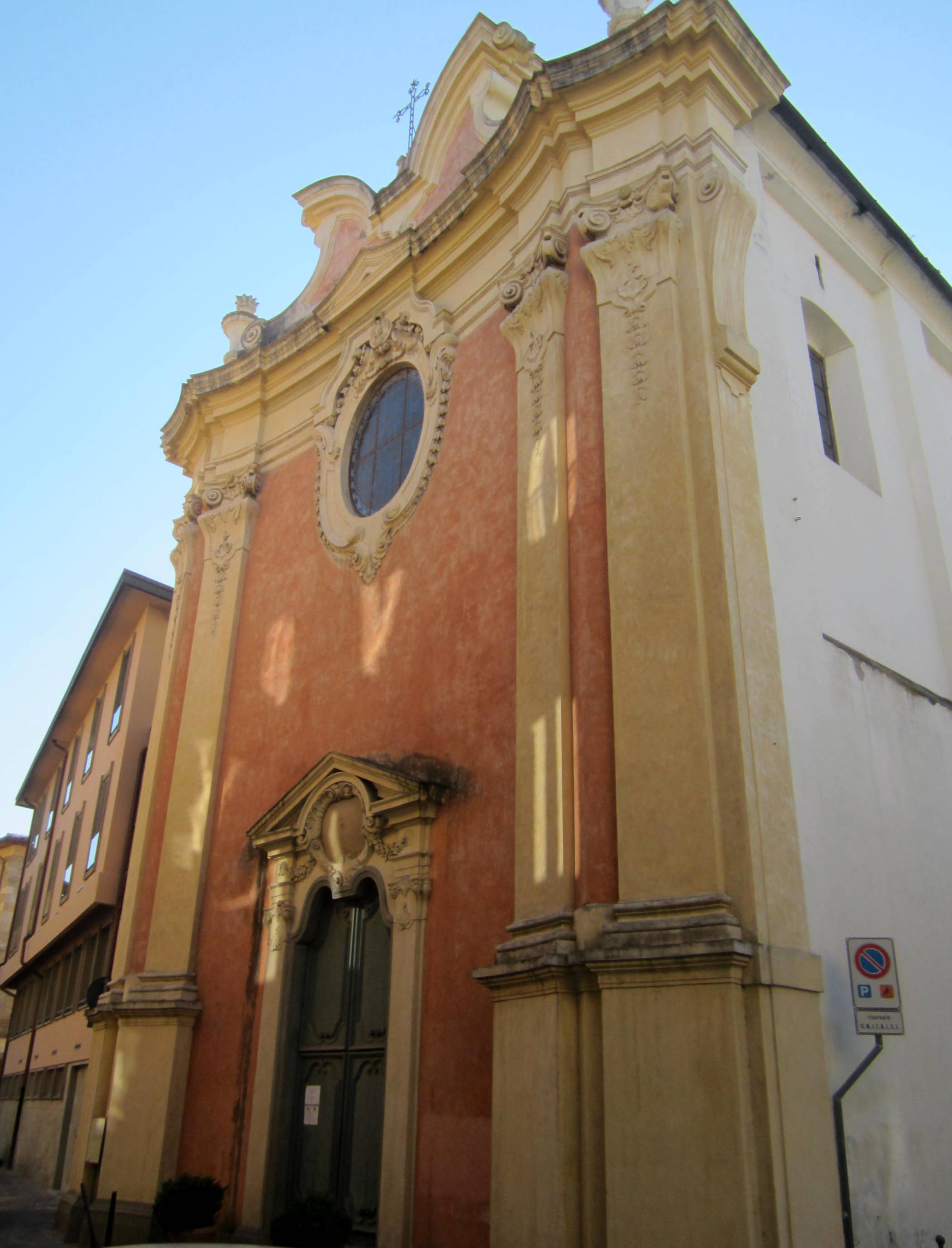
Chiesa di Santa Apollonia a Pisa, già San Pietro d'Ischia, dove ancora oggi si trova il sepolcro di famiglia.

La famiglia Galletti è originaria di Pisa e, prima del 1300, era comunemente chiamata Galletti de Yschia. Per questo motivo alcuni studiosi hanno ritenuto la famiglia originaria dell'isola di Ischia, altri che essa tragga origine dai Signori del Feudo d'Ischia in Abruzzo; altri autori ritengono che discenda dalla celebre famiglia Gualandi di Pisa. Certo è che la città con cui questa famiglia ebbe maggiori rapporti fu Pisa.
Sicuro capostipite fu Ischiano Galletti Dominus et Miles de Nobilibus de Yschia, e di lui si trovano monete con lo stemma del casato; nell'anno 1090 fondò il giuspatronato della Chiesa di San Pietro d'Ischia in Pisa, oggi Chiesa di Santa Apollonia, dove ancora oggi si trova il sepolcro di famiglia.

## Storia

### In Toscana
In Toscana la famiglia è stata insediata principalmente in Pisa, città cui diede molti Priori e molti furono i cavalieri dell'Ordine di Santo Stefano di cui la famiglia risulta fondatrice di una commenda. Infatti si trova un Ranieri d'Ischia, Console della città di Pisa nel 1127, e un Arduino de' Galletti, insieme a Ranieri e Ildino d'Ischia, tutti e tre congiuntamente nominati, fra i mille scelti pisani, che giurarono la pace coi genovesi nel 1188.
I membri della famiglia esercitavano l'attività di banchieri e si imparentarono con le principali famiglie pisane quali gli Albizi, i della Gherardesca, i Gambacorti e ricoprirono numerosissime volte tutte le più alte cariche della Repubblica Pisana quali quelle di Console, Priore, Gonfaloniere, Capitano, Ambasciatore, ecc.
Cola Galletti, figlio di Andreotto, Rettore di Lucca per la Repubblica Pisana nel 1359, Ambasciatore dall'Imperatore Carlo IV nel 1369, edificò nell'anno 1372 il Palazzo di famiglia in Pisa su di un terreno donatogli per benemerenza dalla Repubblica, precisamente nel luogo dove ora è Piazza d'Arno.
Durante i secoli alcuni membri della famiglia si trasferirono in Arezzo e a Monte San Savino dove nell'anno 1533 Lorenzo Galletti fu nominato Conte Palatino dall'imperatore Carlo V e sposò Laura del Monte, sorella di Pietro del Monte, Gran Maestro del S.M. Ordine di Malta, e cugina di Papa Giulio III. Una sorella dello stesso pontefice, Giacoma del Monte, sposò Giulio Galletti, figlio di Ser Domenico, letterato ed umanista.
Un altro ramo si stabilì a Firenze dove Ser Taddeo di Ser Cesare de' Galletti sposò Livia Galilei, sorella di Galileo Galilei; Cesare, figlio di Taddeo e Livia, fu nominato Podestà di Fiesole nel 1633.
In Toscana la famiglia continuò a fiorire fino al Conte Gustavo Camillo Galletti, collezionista di testi antichi, editore e membro della Accademia dei Georgofili, e del Conte Paolo Galletti, storico, collezionista d'arte e proprietario della Torre del Gallo dal 1872 dove allestì il Museo Galileiano.
Un'altra linea si estinse formando le famiglie dei conti Curini Galletti e dei conti Franceschi Galletti.

### In Sicilia
A causa delle persecuzioni da parte dei Visconti, cui la famiglia era invisa per il potere che andava acquisendo, e per la definitiva caduta della Repubblica di Pisa sotto il dominio di Firenze, alcuni membri della famiglia Galletti, insieme ad altre famiglie pisane come gli Alliata, i Settimo e i Vernagallo, si trasferirono in Sicilia dove furono ammessi sin dalla fine del XV secolo al patriziato di Messina e di Palermo.
I membri della famiglia Galletti si imparentarono con le più importanti famiglie del Regno come i La Grua Talamanca, i Lanza, i Sabia, i Gravina, i Moncada, gli Alliata, i Ruffo di Calabria, i Naselli, i Ventimiglia, i Colonna, i Capece Minutolo e ricoprirono più volte tutte le più alte cariche del Regno di Sicilia, quali quelle di Tesoriere del Regno, Stratigoto di Messina, Capitano di Giustizia di Palermo, Capitano Generale delle Regie Galere, Vicario Generale, Senatore, Governatore delle Nobili Compagnie della Pace e dei Bianchi di Palermo e di Messina.
In Sicilia la famiglia Galletti fu investita di numerosi feudi tra cui sei principati, due ducati, quattro marchesati, una contea e numerose baronie; occupò due seggi ereditari al Parlamento Siciliano (Parie) e molti personaggi si distinsero ricoprendo cariche pubbliche.
Una particolare menzione merita la fondazione ad opera dei Galletti della città di San Cataldo, vicino Caltanissetta. Infatti Niccolò Galletti, barone di Fiumesalato (Flumine Salso), nel 1607 chiese al Re Filippo III il permesso di popolare la contrada; la concessione arrivò nel 1621 e Vincenzo Galletti nel 1627 fu investito Marchese di San Cataldo e tale feudo si trasmise di padre in figlio fino alla fine della feudalità. Ancora oggi a San Cataldo, nella Chiesa madre edificata dai Galletti, opera dell'architetto Giovanni Battista Vaccarini e consacrata nel 1739 dal Vescovo di Catania Mons. Pietro Galletti, si trovano le tombe monumentali di alcuni esponenti della famiglia Galletti.
È da ricordare anche Alessandro Galletti che nel 1671, avendo sposato Francesca Sollima, portò nella famiglia il marchesato di Santa Marina e la baronia di Castania che comprendevano l'odierna Castell'Umberto e l'isola di Salina.
In Sicilia la famiglia Galletti si suddivise poi nei tre rami detti Galletti di San Cataldo, Galletti di Santa Marina e Galletti di Santa Rosalia.

## Principali esponenti
- Nicolò, Senatore in Palermo nel 1505
- Alessandro, Senatore di Palermo negli anni 1502/3, 1505/6 e 1510/11, Tesoriere del Regno nel 1510
- Frà Bindo, Cavaliere di Giustizia del S. M. Ordine di Malta, Commendatore di Marsala, morto nel 1522, la cui tomba, opera del Gagini, si trova nella Chiesa di S. Giovanni La Guilla in Palermo[21]
- Niccolò, Senatore di Palermo negli anni 1521/22 e 1533/34
- Carlo, Senatore di Palermo negli anni 1536/37
- Niccolò, Senatore di Palermo negli anni 1537/38
- Niccolò, Senatore di Palermo negli anni 1552/53
- Nicolò Lancellotto, Capitano di Giustizia in Palermo e primo barone di Fiumesalato nel 1549
- Lorenzo, primo conte di Gagliano nel 1563, Vicario Generale della Val di Mazzara nel 1571, Stratigoto di Messina nel 1574, morto per salvare il figlio caduto in mare nel crollo del pontile costruito in occasione dell'arrivo in Sicilia del Viceré Conte di Alba de Lista (15.12.1590)[22]
- Francesco, Generale di Cavalleria al servizio dell'imperatore Carlo V nelle guerre di Fiandra
- Bindo, caduto in combattimento nella battaglia di Lepanto
- Carlo, Senatore di Palermo negli anni 1597/98
- Lancellotto, Senatore di Palermo negli anni 1598/99 e 1601/02
- Carlo, Senatore di Palermo negli anni 1604/05
- Vincenzo, barone di Fiumesalato e primo marchese di San Cataldo nel 1627, città fondata dai Galletti vicino Caltanissetta
- Sebastiano, patrizio di Messina, fondatore di una cappella a sepoltura gentilizia nella Chiesa di San Francesco di Paola in Messina nel 1631
- Gaspare, Senatore di Palermo negli anni 1643/44
- Vincenzo, marchese di San Cataldo, primo principe di Fiumesalato nel 1672, Vicario Generale delle Sergenzie di Taormina e San Fratello, Cavaliere dell'Ordine San Giacomo della Spada, Capitano di Giustizia in Palermo nel 1678
- Carlo, Senatore di Palermo negli anni 1667/68
- Alessandro, marchese di Santa Marina e barone di Castania, Senatore di Palermo negli anni 1668/69
- Carlo, Senatore di Palermo negli anni 1679/80
- Frà Nicolò, Cavaliere di Giustizia del S. M. Ordine di Malta nel 1681
- Antonino, Senatore di Palermo negli anni 1714/15, 1720/21 e 1724/25
- Costantino, Tenente Colonnello nell'esercito Pontificio, Cavaliere della Guardia Pontificia nel 1730
- Mons. Pierluigi Galletti (1722 – 1788), Monaco Cassinese, storico ed archeologo, Vescovo titolare di Cirene
- Giovanni Pietro, marchese di Santa Marina, marchese e barone di Castania, barone di Verbumcaudo, Rincione, Rosignolo e della terza parte della Scannatura di Palermo, Governatore del Monte di Pietà di Palermo negli anni 1701, 1710 e 1711
- Giuseppe, principe di Fiumesalato e marchese di San Cataldo, Governatore della Nobile Compagnia della Carità nel 1703, Cavaliere dell'Ordine militare di Alcántara, Gentiluomo di Camera di S.M., Capitano di Giustizia in Palermo nel 1715/16 e Pretore di Palermo negli anni 1724/25 e 1739/40
- Giovanni Alessandro, marchese di Santa Marina e barone di Castania per inv. del 1717 e principe di Roccapalumba per inv. del 1743, Senatore di Palermo nel 1739/40 e Capitano di Giustizia nel 1744
- Mons. Pietro Galletti, Supremo Inquisitore di Sicilia, Vescovo di Patti e poi di Catania, ricostruì la Cattedrale di Sant'Agata[23] (Duomo di Catania) dopo il terremoto del 1693
- Sebastiano, primo barone del Mezzograno e della Portulania di Licata nel 1746[24], Console del Mare nel 1751, Senatore di Messina nel 1753
- Giuseppe, Governatore della Tavola Pecuniaria di Messina nel 1749
- Giovanni Pietro, marchese di Santa Marina e principe di Roccapalumba ottenne di commutare tale titolo in quello di principe di Soria per investitura del 1758 sotto il Viceré Fogliani
- Francesco, Marchese di Santa Marina nel 1759, maresciallo di campo ne' regi eserciti di Sicilia
- Giuseppe, Senatore di Messina nel 1770
- Emanuele, Governatore della Tavola Pecuniaria di Messina nel 1774
- Placido, Senatore di Messina dal 1782 al 1787, primo barone di Santa Rosalia e Cancimino nel 1784, patrizio di Messina[25], cavaliere di giustizia dell'Ordine Costantiniano di San Giorgio nel 1787[26]
- Sebastiano, barone di Santa Rosalia e Cancimino e della Portulania di Licata, cavaliere di devozione del S. M. Ordine di Malta nel 1790[27]
- Letterio, Senatore di Messina dal 1807 al 1810, Consigliere d'Intendenza in Messina nel 1819
- Salvatore, principe di Fiumesalato e marchese di San Cataldo, morto in esilio a Malta nel 1821 e sepolto nella Chiesa di San Paolo a La Valletta
- Niccolò, principe di Fiumesalato e marchese di San Cataldo, Gentiluomo di Camera del Re delle Due Sicilie, Ambasciatore di Garibaldi presso Napoleone III, Commendatore dell'Ordine della Corona d'Italia, Senatore del Regno d'Italia, Cavaliere Mauriziano, Ufficiale della Legion d'Onore di Francia
- Baldassarre, fratello del precedente, Duca di Cannizzaro Belmurgo, per la morte senza figli del fratello principe di Fiumesalato e marchese di San Cataldo nel 1897, Cavaliere dell'Ordine dei S.S. Maurizio e Lazzaro
- Letterio, barone di Santa Rosalia e Cancimino e della Portulania di Licata, cavaliere di devozione del S. M. Ordine di Malta[28], Governatore della Compagnia dei Bianchi nel 1878/79
- Sebastiano, riconosciuto barone di Santa Rosalia e Cancimino con decreto del Governo del 26 aprile 1907, fondatore di una cappella a sepoltura gentilizia nel Cimitero Monumentale di Messina
- Letterio, barone di Santa Rosalia e Cancimino, Avvocato, Vice Sindaco di Messina nel 1913
- Giovanni, riconosciuto barone di Santa Rosalia e Cancimino con decreto del Governo del 12 febbraio 1943, marchese di Cassibile, marchese di Mongiuffi e Kaggi, barone di Cassibile, barone di Melia nel 1944 per successione Loffredo[29], Ufficiale della MILMART e Comandante di una batteria costiera a difesa dello Stretto di Messina durante il secondo conflitto mondiale, medaglia di bronzo al Valor Militare, Avvocato ed Imprenditore Agricolo, Governatore della Nobile Arciconfraternita degli Azzurri di Messina dal 1981 al 2000.

## Araldica

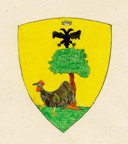
Stemma dei Galletti di Pisa e Firenze
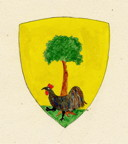
Stemma dei Galletti di Pisa
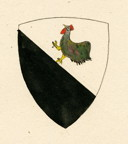
Stemma dei Galletti della Toscana

- Stemma della famiglia Galletti di Pisa: d'oro alla quercia sradicata al naturale addestrata da un gallo di nero crestato, imbeccato, barbato ed armato di rosso[30].
- Stemma della famiglia Galletti (ramo toscano): trinciato d'argento e di nero, al gallo di nero posto nel primo e posato sopra la partizione[31].
- Stemma della famiglia Galletti (ramo di San Cataldo): d'oro alla quercia sradicata al naturale addestrata da un gallo di nero crestato, imbeccato, barbato ed armato di rosso. Lo scudo posto in petto all'aquila bicipite dell'Impero[31].
- Stemma della famiglia Galletti (rami di Santa Marina e di Santa Rosalia): d'oro alla quercia al naturale addestrata da un gallo di nero, crestato, imbeccato, barbato ed armato di rosso, sormontato da un'aquila spiegata di nero; alias: d'azzurro, alla fascia d'oro, accompagnata, in capo da un'aquila, rivoltata; in punta da una quercia, nodrita nella pianura erbosa, addestrata da un galletto, ardito e rivoltato, al naturale; sinistrata da una corona d'oro[31].

Motto: Virtuti sollicitus